# کوهنهوفن
کوهنهوفن (به آلمانی: Kuhnhöfen) یک شهر در آلمان است که در وستروالدکرایس واقع شده‌است. کوهنهوفن ۱۷۲ نفر جمعیت دارد.